# Chapelle Christ Church de Bury
Pour les articles homonymes, voir Christ Church.
La chapelle Christ Church est un lieu de culte anglican située entre la municipalité de Bury et Scotstown, en Estrie, au Québec. Elle fut construite, en 1896, au coin du chemin Victoria (Route 214) et du chemin Canterbury, à quelques km de Scotstown.